# Ovaginella
Ovaginella is een geslacht van weekdieren uit de klasse van de Gastropoda (slakken).

## Soorten
- Ovaginella decaryi (Bavay, 1920)
- Ovaginella maoria (Powell, 1937)
- Ovaginella ovulum (G. B. Sowerby II, 1846)
- Ovaginella profunda (Suter, 1909)
- Ovaginella tenisoni (Pritchard, 1900)